# The American Review: A Whig Journal
The American Review, também conhecido como The American Review: A Whig Journal e The American Whig Review, era um periódico mensal de Nova Iorque publicado de 1844 a 1852. Publicado por Wiley e Putnam, era de propriedade e operado por George H. Colton.

## História
A primeira edição do American Review foi datada de janeiro de 1845, embora provavelmente tenha sido publicada em outubro de 1844. O momento foi proposital para que ele pudesse promover o candidato de Whig, Henry Clay, nas eleições presidenciais contra James K. Polk, que foi apoiado pela Democratic Review.
Em dezembro de 1844, Edgar Allan Poe foi recomendado como assistente editorial por James Russell Lowell, embora Poe não tenha sido contratado. Em maio de 1846, Poe revisaria o trabalho de Colton em The Literati of New York City, publicado no Godey's Lady's Book. Poe descreveu o poema de Colton "Tecumseh" como "insuportavelmente tedioso", mas disse que a revista era uma das melhores do gênero nos Estados Unidos.
O American Review teve a distinção de ser o primeiro periódico autorizado a imprimir "The Raven" em fevereiro de 1845. Foi impresso com o pseudônimo "Quarles". Outro poema conhecido por Poe, "Ulalume", também foi publicado pela primeira vez (anonimamente) no American Review. Outros trabalhos de Poe publicados no American Review incluem "Some Words with a Mummy" e "The Facts in the Case of M. Valdemar".
O American Review cessou a publicação em 1852, incapaz de continuar pagando seus colaboradores.